# Comuna Mîhailivka, Oleksandria
Mîhailivka (în ucraineană Михайлівка) este o comună în raionul Oleksandria, regiunea Kirovohrad, Ucraina, formată din satele Mîhailivka (reședința), Paharivka și Tarasivka.

## Demografie
Componența lingvistică a comunei Mîhailivka
     Ucraineană (95,3%)
     Rusă (2,69%)
     Alte limbi (0,4%)
Conform recensământului din 2001, majoritatea populației comunei Mîhailivka era vorbitoare de ucraineană (95,3%), existând în minoritate și vorbitori de rusă (2,69%).